# ARF6
ARF6 (англ. ADP ribosylation factor 6) – білок, який кодується однойменним геном, розташованим у людей на короткому плечі 14-ї хромосоми. Довжина поліпептидного ланцюга білка становить 175 амінокислот, а молекулярна маса — 20 082.
| 10         |  | 20         |  | 30         |  | 40         |  | 50         |
| ---------- |  | ---------- |  | ---------- |  | ---------- |  | ---------- |
| MGKVLSKIFG |  | NKEMRILMLG |  | LDAAGKTTIL |  | YKLKLGQSVT |  | TIPTVGFNVE |
| TVTYKNVKFN |  | VWDVGGQDKI |  | RPLWRHYYTG |  | TQGLIFVVDC |  | ADRDRIDEAR |
| QELHRIINDR |  | EMRDAIILIF |  | ANKQDLPDAM |  | KPHEIQEKLG |  | LTRIRDRNWY |
| VQPSCATSGD |  | GLYEGLTWLT |  | SNYKS      |  |            |  |            |

A: Аланін

C: Цистеїн

D: Аспарагінова кислота

E: Глутамінова кислота

F: Фенілаланін

G: Гліцин

H: Гістидин

I: Ізолейцин

K: Лізин

L: Лейцин

M: Метіонін

N: Аспарагін

P: Пролін

Q: Глутамін

R: Аргінін

S: Серин

T: Треонін

V: Валін

W: Триптофан

Задіяний у таких біологічних процесах, як транспорт, транспорт білків, клітинний цикл, поділ клітини, транспорт між ендоплазматичним ретикулумом і апаратом Гольджі, диференціація клітин, нейрогенез. 
Білок має сайт для зв'язування з нуклеотидами, ГТФ. 
Локалізований у клітинній мембрані, цитоплазмі, мембрані, клітинних відростках, апараті гольджі, ендосомах.